# Quintajense Futebol Clube
Quintajense Futebol Clube é um clube de futebol português, fundado em 1940, está localizado na freguesia de Quinta do Anjo. Seu estádio de futebol é o Campo Leonel Martins.
Este clube desde de 1995 é considerado uma instituição de Utilidade Pública.

## Localização
O Quintajense Futebol Clube é um clube de várias modalidades e é um clube situado no campo Leonel Martins também tem camadas jovens e estas encontram-se a progredir, já que foi recentemente ganho um campeonato (2009) português, localizado na freguesia de Quinta do Anjo, município de Palmela, distrito de Setúbal.

## História
O clube foi fundado em 7 de Julho de 1940 e o seu presidente atual chama-se João Chorincas. Tem disputado o Campeonato Distrital tanto na categoria masculina, quanto na feminina, e categorias de base.

## Ligas
- 2005-2006 -  1ª divisão distrital (Associação de Futebol de Setúbal)

## Estádio
O estádio de futebol do clube é o Campo Leonel Martins, com capacidade para acomodar cerca de 2000 pessoas.

## Marca do equipamento
- Saillev